# Erioptera carissima
Erioptera carissima är en tvåvingeart som beskrevs av Alexander 1920. Erioptera carissima ingår i släktet Erioptera och familjen småharkrankar.
Artens utbredningsområde är Malawi. Inga underarter finns listade i Catalogue of Life.